# معركة هالاني
معركة هالاني دارت سنة 1783م بين قبيلة تالبور البلوشية وقبيلة كلهورا السندية بالقرب من قرية هالاني للسيطرة على منطقة السند، في باكستان الحديثة. انتصر التالبور، بقيادة مير فتح علي خان تالبور، في المعركة على ميان عبد النبي كلهورو من سلالة كلهورا، وأسسوا سلالة تالبور.

## تاريخ
حظيت نواب سلالة كلهورا بدعم من الدولة الدرانية. بينما كان التالبوريون يتتبعون جذورهم إلى نادر شاه، وكان لديهم دعم قاجاري وربما دعم اسمي طفيف من الدولة المغولية.
في معركة هالاني، استخدم الطرفان أسلحة البارود بشراسة. ووصف أحد مؤرخي المستقبل المعركة بكلمة واحدة هي "آتش فشان" (وتعني "اللهب المشتعل")، وقد دارت هذه المعركة بين زورق مدفعية في نهر السند.
حكمت سلالة تالبور السند حتى هزمتها القوات البريطانية في معركة مياني سنة 1843م. وهُزمت اثنتان من ممالك تالبور الثلاث، لكن خيربور نجت من خلال التحالف مع البريطانيين.